# Oxytropis carpathica
Oxytropis carpathica là một loài thực vật có hoa trong họ Đậu. Loài này được R.Uechtr. miêu tả khoa học đầu tiên.